# Katlanovo
Katlanovo (en macédonien Катланово) est un village du nord de la Macédoine du Nord, situé dans la municipalité de Petrovets. Le village comptait 769 habitants en 2002.
Il est connu pour sa station thermale de Katlanovska Banja, la plus grande du pays. Celle-ci s'appuie sur la source locale, qui fournit une eau à 40 degrés riche en sodium, calcium, chlore et sulfates. Cette eau est surtout utile pour soigner les rhumatismes, les maladies génitales et urinaires, la peau et les maladies respiratoires. Les thermes de Katlanovo existent depuis l'Antiquité et ils ont été utilisés par les Romains et les Ottomans. Le complexe possède aujourd'hui trois hôtels.

## Démographie
Lors du recensement de 2002, le village comptait :
- Macédoniens : 418
- Albanais : 275
- Roms : 63
- Serbes : 5
- Autres : 8